# 阿蒙涅姆赫特二世
阿蒙涅姆赫特二世（英語：Amenemhet II）古埃及中王国时期第十二王朝的第三任法老。（约公元前1929年—约公元前1895年在位），为第十二王朝建立者阿蒙涅姆赫特一世之孙。他促进了埃及的贸易和国内发展。在其父辛努塞尔特一世时期，他曾远征努比亚，并获取金矿。即位后又多次对努比亚和西奈发动远征，并开挖矿井，以取得黄金和铜。他还到邦特之地（今埃塞俄比亚附近）进行商业活动。故声名远扬。他在代赫舒尔修建金字塔。现已经发掘。